# Puss n' Toots
«Котик та гулянка» (англ. Puss n’ Toots) — шостий епізод із серії анімаційних короткометражок «Том і Джеррі». У цій серії Том вперше намагається спокусити кішечку. Епізод випущено 30 травня 1942 року.

## Сюжет
Том дивиться, як Джеррі бігає всередині порожнього акваріума, і щоразу зіштовхує його, коли той намагається вилізти. Раптом у двері дзвонять, і Том ховає Джеррі до каталожної скриньки з літерою «М». Матуся-Два Капці підходить до дверей, і після розмови з тіткою Елізабет з'ясовується, що вона тимчасово дала притулок в будинку кішці на ім'я Тутс. Том закохується в неї і причепурюється. Тутс, побачивши його граційну ходу, посміхається йому. Том пропонує їй рибку з акваріума, а потім канарку з клітки, але кицька не хоче ні того, ні іншого. Том випускає Джеррі з коробки з картотекою, і той намагається втекти, але Том його ловить. Том підсідає до Тутс і витворює з Джеррі фокуси, але Джеррі мстить Тому, застромивши йому в зад голку. Мишеня біжить від Тома до телефона, яким намагається покликати на допомогу, і знову тікає. Джеррі добігає до програвача і стрибає на нього. Том стрибає за мишеням і приземляється на купу дисків. Кіт натискає кнопку зміни дисків, забувши, що сидить на них. Після цього Том за допомогою автоматичної ручки, що змінює диски, потрапляє разом з вибраним диском на круг програвача і починає «грати мелодія». Джері натискає на кнопки, змінюючи диски, копаючи кота під зад і танцюючи під музику. Він захоплюється і випадково натискає «Стоп», вимикаючи програвач. Том стрибає на Джеррі, але останній встигає знову увімкнути програвач. Знову захопившись музикою, мишеня натискає всі кнопки поспіль, змушуючи програвач «збожеволіти» і побити Тома дисками. Зрештою, програвач руйнується, і Том падає в його уламки.
Мишеняті Джеррі теж сподобалася Тутс. Воно, як і Том, теж чепуриться, підходить до приголомшеної Тутс, цілує її, і гордо йде у свою нірку.

## Факти
- Це перший мультфільм із коханкою Тома.
- Це також перший мультфільм, де, окрім Тома, є інший представник сімейства котових.
- У цьому мультфільмі Джеррі вдруге розмовляє.
- В оригіналі, після кінця фільму, людей просили підтримати Союзні Країни, тобто США, Велику Британію, Францію та СРСР (мультфільм знято під час Другої світової війни).
- Назва «Puss n' Toots» є спотворенням «Puss n' Boots» («Кіт у чоботях»).

## Цензура
- Сцену, в якій на голові Тома, який крутиться, лежить платівка, а сам він стає схожим на китайського мандарина (з довгими вусами), видалено для показу в США, оскільки її визнано «виразно расистською»[джерело?].
- Сцени з Матусею-Два Капці видалено в деяких редагованих варіантах, а іноді просто передубльовано.